# Camarotea souiensis
Camarotea souiensis är en akantusväxtart som beskrevs av S. Elliot. Camarotea souiensis ingår i släktet Camarotea och familjen akantusväxter. Inga underarter finns listade i Catalogue of Life.